# ZONE
ZONE es una banda de Pop-Rock japonés que se inició en Sapporo, Japón en 1999, creado originalmente por el Estudio Runtime alcanzó la popularidad en el año 2000 con su sencillo "Good days". Su canción más famosa es 'Secret Base ~Kimi ga kureta mono~.
ZONE empezó con 8 integrantes, las cuales finalmente se redujeron a 4 integrantes. Originalmente era un grupo de canto y baile que se convirtió en una banda una vez lanzado su segundo sencillo "Good Days".
En febrero del 2005 anunciaron su separación como banda, la cual se dio después de su concierto realizado en el Nihon Budokan el 1.º de abril del 2005.

## Historia
ZONE es una banda formada por 4 chicas originarias de Sapporo perteneciente a la prefectura de Hokkaido y creada en 1999 por el estudio Runtime. Inicialmente constaba de 8 integrantes que se redujeron a 6 (Miyu, Maiko, Mizuho, Tomoka, Takayo, Ai) y finalmente a 4 integrantes (Miyu, Mizuho, maiko y Takayo), posteriormente en 1999 lanzaron su primer disco indie "believe in love" y el año 2002 ganaron el "Japan Gold Disk" al mejor artista nuevo del año.
A finales del 2003 su líder Takayo anunció su separación de ZONE para proseguir sus estudios universitarios siendo luego reemplazada por Tomoka, una de las integrantes originales de ZONE que dejó la banda cuando se redujeron de 6 a 4 integrantes, la última presentación de Takayo en ZONE se realizó en el Kouhaku Utagassen del 2003.
Su canción "True Blue" es el tema de apertura de la versión moderna del anime Astroboy, y "Hitoshizuku" es el tema principal de la versión japonesa de la era del hielo (Ice age), además de colaborar en el disco "Love for Nana", disco de homenaje al manga Nana obra de la mangaka Ai Yasawa, con la canción "Two hearts", canción que hicieron junto con Toshihiko Takamizawa integrante de la banda the Alfee.
Ha sido categorizada dentro de un nuevo género conocido como bandol, una combinación de banda e idol.
En febrero de 2005, ZONE anunció su separación y el 1.º de abril del mismo año tocaron su último concierto en el Nihon Budokan, su separación se debió inicialmente a que Mizuho decidió dejar el grupo para seguir con su vida fuera de la música, pero debido a que el resto del grupo no tenía la intención de reemplazarla ni de continuar como una banda de 3 integrantes decidieron separarse.
Miyu inicio su carrera como solista y Maiko se unió a la banda MARIA.

## Discografía

### Sencillos
- believe in love (Indie 1999/12/)
- GOOD DAYS (2001/02/07)
- 大爆発 NO.1 (2001/05/23) Dai Bakuhatsu NO.1
- secret base ~君がくれたもの～ (2001/08/08) secret base ~Kimi ga Kureta Mono
- 世界のほんの片隅から (2001/11/14) Sekai no Hon no Katasumi kara
- 夢のカケラ (2002/02/14) Yume no Kakera
- 一雫 (2002/07/17) Hitoshizuku
- 証 (2002/09/26) Akashi
- 白い花 (2002/11/27) Shiroi Hana
- true blue／恋々・・・ (2003/04/16) true blue/Renren...
- H・A・N・A・B・I ～君がいた夏～ (2003/07/30) H.A.N.A.B.I ~Kimi ga Ita Natsu~
- 僕の手紙 (2003/10/29) Boku no Tegami
- 卒業 (2004/02/04) Sotsugyo
- 太陽のKiss (2004/06/02) Taiyou no Kiss
- glory colors 風のトビラ～ (2004/08/04) glory colors Kaze no Tobira~
- 笑顔日和 (2005/03/09) Egao Biyori

### Álbumes
- Z (2002/02/14)
- O (2002/11/27)
- ASTRO Girlz & Boyz (2003/07/16)
- N (2004/02/18)
- E (2005/04/13)
- ura E~Complete B side Melodies~ (2006/04/19)

### DVD
- ZONE CLIPS 01 ~Sunny Side~ (2003/10/29)
- ZONE CLIPS 02 ~Forever Side (2004/03/17)
- ZONE TV special "ユメハジマッタバカリ" DVD edition (2004/09/29)
- ZONE CLIPS 03 ~2005 卒業~ (2005/05/18)
- ZONE FINAL in 日本武道館　2005/04/01～心を込めてありがとう～ (2005/06/22)
- ZONE BEST Memorial CLIPS (Lanzamiento en 2006/05/24)